# 1293
Високе Середньовіччя •  Реконкіста •  Ганза •  Монгольська імперія

## Геополітична ситуація
Андронік II Палеолог є імператором Візантійської імперії (до 1328). Королем Німеччини є Адольф з Ніссау (до 1298). У Франції править Філіп IV Красивий (до 1314).
Апеннінський півострів розділений: північ належить Священній Римській імперії, середню частину займає Папська область, південь належить Неаполітанському королівству. Деякі міста півночі: Венеція, Піза, Генуя тощо, мають статус міст-республік.
Майже весь Піренейський півострів займають християнські Кастилія (Леон, Астурія, Галісія), Наварра, Арагонське королівство (Арагон, Барселона) та Португалія, під владою маврів залишилися тільки землі на самому півдні. Едуард I Довгоногий є королем Англії (до 1307), Вацлав II — Богемії (до 1305), а королем Данії — Ерік VI (до 1319).
Руські землі перебувають під владою Золотої Орди. Король Русі Лев Данилович править у Києві та Галичі (до 1301), Дмитро Олександрович Переяславський — у Володимиро-Суздальському князівстві (до 1294). У Великопольщі княжить Пшемисл II (до 1296).
Монгольська імперія займає більшу частину Азії, але вона розділена на окремі улуси, що воюють між собою. У Китаї, зокрема, править монгольська династія Юань. У Єгипті владу утримують мамлюки. Мариніди правлять у Магрибі. Делійський султанат є наймогутнішою державою Північної Індії, а на півдні Індії панують держава Хойсалів та держава Пандья. В Японії триває період Камакура.
Цивілізація майя переживає посткласичний період. Почала зароджуватися цивілізація ацтеків.

## Події
- Дюдень, брат ординського хана Токти спустошив землі Дмитра Переяславського.
- Монгольське вторгнення на Яву. На Яві виникла держава Меджепегіт.
- Шведи розпочали хрестовий похід проти карелів. Збудовано Виборзький замок.
- Король Кастилії Санчо IV Хоробрий відкрив у місті Алькала-де-Енарес школу генеральних студій, з якої виріс Мадридський університет.
- Розпочалася чергова морська війна між Венецією та Генуєю. Вона триватиме до 1299 року.
- У Флоренції прийнято закони, що обмежевали права гібелінської аристократії і зміцнювали контроль цехів над містом.
- Від руки вбивці загинув єгипетський султан аль-Ашраф Халіль.